# HONEY BEAT/나와 우리의 내일
〈HONEY BEAT／나와 우리의 내일〉(HONEY BEAT／僕と僕らのあした)은 2007년 1월 31일 발매한 V6의 30번째의 싱글이다. 대한민국에는 2007년 2월 14일 발매되었다.

## 설명
- 전 싱글 《グッデイ!!》로부터 약 7개월 만의 발매한 V6의 통상 30번째 싱글이다. 더블A사이드 (양A면) 싱글로, 타이틀 곡 2곡 각각 타이업이 붙었다.
- 초회 한정반A (CD+DVD)·초회 한정반B(CD+사진 소책자 스폐셜)·통상반 (CD)로 3가지 형태로 발매되었다.
- 〈HONEY BEAT〉의 PV로 스쿨룩을 입고 촬영, 프로모션 기간에도 스쿨룩으로 활동하였는데, 이것은 멤버 미야케 켄의 제안이다.
- 〈HONEY BEAT〉,〈僕と僕らのあした〉,〈愛をコメテ 통상반만〉〈I DON'T FORGIVE 통상반만〉의 4곡은 희로애락을 테마로 쓰여진 싱글이라고 미야케 켄이 본인의 라디오로 발언하였다.
  - 〈HONEY BEAT〉가 희.〈僕と僕らのあした〉애.〈愛をコメテ〉락.〈I DON'T FORGIVE〉로.

## 수록곡

### 통상반
1. HONEY BEAT
  - 작사/작곡：콘도 카오루, 편곡：스즈키 마사야
  - 와세다 아카데미 CM송
2. 나와 우리들의 내일
  - 작사/작곡：타케나카 에리, 편곡：오바타 히데유키
  - V6 전원 출연 버라이어티 TBS계열 《학교에 가자!MAX》 주제곡
3. 愛をコメテ
  - 작사/작곡：키노시타 토모야, 편곡：나카무라 야스시취
  - 후지TV계열 《VVV6 도쿄 V슈란 2》 주제곡
4. I DON'T FORGIVE
  - 작사：KOMU, 작곡：KOMU·YU, 편곡：KOMU·YU
5. HONEY BEAT (Instrumental)
6. 僕と僕らのあした (Instrumental)
7. 愛をコメテ (Instrumental)
8. I DON'T FORGIVE (Instrumental)

### 초회 한정반A
1. HONEY BEAT
2. 僕と僕らのあした

DVD
1. 〈僕と僕らのあした〉PV

### 초회 한정반B
1. HONEY BEAT
2. 僕と僕らのあした
3. HONEY BEAT(ブリティッシュロック ver) / 사카모토·나가노·오카다
4. 僕と僕らのあした(アコースティック ver) / 이노하라·모리타·미야케

※ 스페셜·포토 소책자 첨부